# Die Legende des Zorro
Die Legende des Zorro (Originaltitel: The Legend of Zorro) ist ein US-amerikanischer Abenteuerfilm aus dem Jahr 2005 von Regisseur Martin Campbell mit Antonio Banderas in der Hauptrolle. Der Film ist die Fortsetzung von Die Maske des Zorro aus dem Jahr 1998.

## Handlung
Das vorher von Mexiko kontrollierte Kalifornien wird seit dem Vertrag von Guadalupe Hidalgo vom US-Militär verwaltet. 1850 ruft der Gouverneur von Kalifornien das Volk dazu auf, darüber abzustimmen, ob das Land den Vereinigten Staaten als 31. Bundesstaat beitreten soll. In San Mateo versucht der Bandit McGivens, eine Kiste mit Stimmzetteln zu stehlen, Zorro kann dies jedoch verhindern. Dabei verliert er kurzzeitig seine Maske, keiner der Banditen konnte ihn jedoch unmaskiert sehen, deshalb scheint für ihn alles in Ordnung. Allerdings wurde er von zwei Personen, Harrigan und Pike, heimlich beobachtet, die seine wahre Identität erkannt haben und am nächsten Tag seine Frau aufsuchen. Hinter Zorro steckt Don Alejandro de la Vega, der mit seiner Frau Elena und Sohn Joaquin für Außenstehende ein bürgerliches Leben führt. Da es noch drei Monate dauern wird, bis in ganz Kalifornien die Wahlen beendet sind, will sich Alejandro nicht an das seiner Frau gegebene Versprechen halten und sein gefährliches Leben als Zorro noch nicht aufgeben, was seine Frau verärgert.
Alejandro wird zu seiner Überraschung am Tag darauf von Rechtsanwalt Phineas Gendler aufgesucht, der ihm im Namen seiner Frau eine Scheidungsklage überreicht. Drei Monate später lebt Alejandro getrennt von seiner Frau in einem Hotel. Alejandros kecker Sohn Joaquin hält seinen Vater für einen Schwächling und bewundert umso mehr Zorro, weiß jedoch nicht, dass Alejandro und Zorro dieselbe Person sind.
Als Alejandro ein Fest des französischen Grafen Armand besucht, findet er zu seiner Verwunderung an dessen Seite seine ehemalige Frau Elena. Die beiden kennen sich bereits aus ihrer gemeinsamen Schulzeit in Spanien. Bei seinen Nachforschungen als Zorro stößt er nun auf ein Siegel mit der Inschrift Orbis Unum, (a) das zur Bruderschaft der Ritter von Aragon gehört. Harrigan und Pike entführen Alejandro in San Francisco und geben sich ihm gegenüber nun als Agenten der Detektiv-Agentur Pinkerton zu erkennen, die im Auftrag der US-Regierung arbeiten. Sie erklären ihm, dass Elena für die US-Regierung als Spionin arbeitet, die Armand bespitzeln soll. Man habe Nachrichten abgefangen, dass Armand eine neue Waffe entwickelt haben soll, die die Vereinigten Staaten zerstören kann. Die Scheidung von Alejandro und die darauf folgende Verbindung zu Armand war nicht Elenas freier Wille; sie wurde von den beiden Agenten dazu gedrängt, da diese andernfalls mit der Enttarnung von Zorro drohten.
Die neue Waffe stellt sich als Nitroglycerin heraus, das Armand auf seinem Weingut aus Seife herstellen lässt. Im bevorstehenden Bürgerkrieg will er die Südstaaten unterstützen, indem er seinen Sprengstoff an die Armee der Konföderierten Staaten verteilt, die dann die Nordstaaten schlagen soll.
Der Sprengstoff wird bereits in einen Zug verladen, als Elena erkennt, dass sie entlarvt ist und die Detektive tot sind. Armand zwingt Elena und ihren Sohn, ihn im Zug zu begleiten. Zorro gelingt es, den Zug zu erreichen, seine Familie wird befreit, und der Sprengstoff explodiert mitsamt dem Zug und Armand. Alejandro und Elena heiraten schließlich nochmals, und Joaquin weiß nun, dass er Zorros Sohn ist.

## Synchronisation
Die Synchronfassung entstand in den Studios der PPA Film GmbH Pierre Peters-Arnolds. Peters-Arnolds schrieb auch das Dialogbuch und führte bei den Sprachaufnahmen Regie.
| Darsteller           | Rolle                            | Synchronsprecher      |
| -------------------- | -------------------------------- | --------------------- |
| Antonio Banderas     | Don Alejandro de la Vega / Zorro | Bernd Vollbrecht      |
| Catherine Zeta-Jones | Elena de la Vega                 | Madeleine Stolze      |
| Rufus Sewell         | Graf Armand                      | Jacques Breuer        |
| Nick Chinlund        | Jacob McGivens                   | Ekkehardt Belle       |
| Julio Oscar Mechoso  | Frey Felipe                      | Gudo Hoegel           |
| Shuler Hensley       | Pike                             | Ulrich Frank          |
| Michael Emerson      | Harrigan                         | Pierre Peters-Arnolds |
| Adrian Alonso        | Joaquin de la Vega               | Domenic Redl          |
| Pedro Armendariz jr. | Gouverneur Riley                 | Michael Rüth          |
| Mary Crosby          | Gouverneursgattin                | Marion Hartmann       |
| Raúl Mendéz          | Ferroq                           | Michael Schernthaner  |
| Tony Amendola        | Pater Quintero                   | Fred Maire            |
| Leo Burmester        | Col. Beauregard                  | Günter Wolf           |
| Carlos Cobos         | Wahlhelfer                       | Michael Habeck        |

## Hintergrund
- Ursprünglich sollte die Handlung des Films rückblickend von Zorros Sohn Joaquin erzählt werden. Dazu sollte der Film mit (dem inzwischen erwachsenen) Joaquin beginnen, wie er seine Erlebnisse niederschreibt. Das Ende zeigte Joaquin dann, wie er als Nachfolger seines Vaters das Zorro-Kostüm anzieht, davonreitet und ihm seine sichtlich gealterten Eltern hinterher blicken. Diese Filmversion stieß bei den Studio-Verantwortlichen auf Widerstand, da damit eine mögliche Fortsetzung mit Antonio Banderas in der Hauptrolle ausgeschlossen gewesen wäre und auch eine gealterte Catherine Zeta-Jones keinen Platz mehr in einer weiteren Verfilmung hätte. Die Szenen mit dem erwachsenen Joaquin zu Beginn und als neuer Zorro am Ende wurden deshalb gestrichen.[4]
- Kameramann Phil Meheux hat im Film einen Gastauftritt, da er für einen fehlenden Schauspieler einsprang. Er spielt als Lord Dillingham das Mitglied der Bruderschaft, das Armand widerspricht und dann getötet wird.
- Steven Spielberg und Robert Rodriguez lehnten die Regie für den Film ab, schließlich übernahm wie bereits in Die Maske des Zorro Martin Campbell die Regie. Spielberg war am Film als geschäftsführender Produzent beteiligt, was er bereits in der Verfilmung von 1998 war.
- Die Schauspieler Pedro Armendariz jr. und Tony Amendola waren in Die Maske des Zorro bereits als Dons zu sehen und tauchen in der Fortsetzung in anderen Rollen wieder auf: Armendariz als Gouverneur von Kalifornien und Amendola als strenger Religionslehrer Pater Quintero.
- Der Film trug während des Zeitraums seiner Entstehung die Arbeitstitel The Mask of Zorro 2, Zorro Unmasked, Zorro 2 und The Return of Zorro, bis man sich für den endgültigen Filmtitel The Legend of Zorro entschied.
- Als Zorro die Amerika-Karte in Armands Hacienda entdeckt, wird die Villa als Hacienda du Comte de la Fere bezeichnet. Dies ist eine Anspielung auf Die drei Musketiere, wo Athos’ richtiger Name ebenfalls Comte de la Fere lautet.
- Antonio Banderas synchronisierte im englischen Originalton auch den Zorro-ähnlichen gestiefelten Kater in Shrek 2 aus dem Jahr 2004.
- Die Dreharbeiten begannen im Juli 2004. Gedreht wurde der Film hauptsächlich in San Luis Potosí. Daneben entstanden Szenen bei Weta Workshop in Wellington und in den Sony Pictures Studios in Culver City.[5]
- Die Produktionskosten wurden auf rund 75 Millionen US-Dollar geschätzt. Der Film spielte in den Kinos weltweit rund 142 Millionen US-Dollar ein, davon rund 46 Millionen US-Dollar in den USA.[6]
- Kinostart in den USA war am 26. Oktober 2005, in Deutschland am 27. Oktober 2005.[7] Am 28. März 2006 erschien der Film auf DVD.[8]

## Kritiken
„Sie wollen um jeden Preis unterhalten, ohne zu verunsichern oder gar anzustrengen. Deshalb werden die historischen und sozialpolitischen Eckwerte der Legende auf ein Minimum reduziert; der Spaßfaktor dominiert das Geschehen. Der Titel des Films ist ebenso beliebig wie irreführend, denn an der Legende des Zorro wird hier nicht weiter gestrickt. […] Dafür, dass hier weitgehend harmlose Kinderunterhaltung geboten wird, hat sich das Drehbuch eine Menge überkommener Doktrinen aufgehalst. Denn in dieser abstrusen Zorro-Version kommen die Feinde nicht aus einer korrupten Herrscherklasse, sondern stammen aus dem Ausland.“

„Ein Film von der Qualität eines Grundnahrungsmittels: Martin Campbells Mantel-und-Degen-Variation „Die Legende des Zorro“ sättigt, ist aber auch fade. Es gibt viele schöne Actionszenen, doch Antonio Banderas in der Hauptrolle bleibt ungelenk.“

„Die Fortsetzung zu „Die Maske des Zorro“ erweist sich als ebenso überflüssiger wie aufgeblasener Beitrag zum „Zorro“-Topos, der seinen Helden gleich an zwei Fronten kämpfen lässt. […] Die politischen Anspielungen machen den als harmlose Unterhaltung konzipierten Actionfilm ebenso unerquicklich wie der auf plumpe Action und überzogenen Witz geeichte Plot.“

„Auf diesen Film mussten die Fans lange warten – aber wenigstens hat es sich gelohnt. „Die Legende des Zorro“ ist sogar noch besser als sein Vorgänger „Die Maske des Zorro“, der 1998 die Zuschauer begeisterte. […] Die Regie der flotten Abenteuer-Nostalgie führte erneut der 007-erfahrene Neuseeländer Martin Campbell, der den neuen Zorro als Mix aus James Bond auf dem Pferderücken und Indiana Jones mit Maske inszenierte. Auch Humor und Leidenschaft kommen nicht zu kurz, und die handgemachte Action begeistert mehr als jedes Pixel-Gewusel. […] Fazit: Schwungvolles Actionabenteuer mit den besten Fechtduellen seit Errol Flynn, hohen „Indiana Jones“-Anteilen und verschmitzter Selbstironie.“

## Auszeichnungen
- Bei der Verleihung der Young Artist Awards 2006 gewann Adrian Alonso in der Kategorie Beste Darstellung in einem Spielfilm – Schauspieler (10 Jahre oder jünger), zudem war der Film in der Kategorie Bester Familien-Spielfilm – Drama nominiert.
- Der Film war für einen Golden Reel Award 2006 der Motion Picture Sound Editors in der Kategorie Beste Tonbearbeitung in einem Spielfilm nominiert.